# Godfrid (fl. 850–855)
Godfrid (fl. 850–855) – duński wiking i syn Haralda Klaka, króla Danii w latach 812–813 oraz 819–827. Niekiedy utożsamiany z Gotfrydem Fryzyjskim.

## Życiorys
Nie wiadomo, kiedy Godfrid się urodził, ale kronika Annales Bertiniani stwierdza, że był synem Duńczyka Haralda oraz że został ochrzczony w Moguncji. Chrzest ten odbył się w roku 826. Później służył Lotarowi I, ale zrezygnował z życia na dworze i został wikingiem.
Godfrid został pierwszy raz wspomniany w roku 850, kiedy to popłynął w górę Sekwany z grupą wikingów, której był liderem i rabował Królestwo Franków Zachodnich. Karol II Łysy wezwał na pomoc króla środkowofrankijskiego i cesarza Rzymian Lotara I. Mimo to, jeszcze przed udzieleniem mu pomocy przez cesarza, Karol II Łysy postanowił porozumieć się z Godfridem i przyjął ich w swoje państwo oraz wydzielił im ziemię do osiedlenia.
W roku 852 Godfryd napadł na Fryzję, a następnie popłynął rzeką Skalą, gdzie zrabował miasto Gandawa i opactwo Drongen. Dalej udał się Sekwaną do Królestwa Franków Zachodnich, gdzie doszło do połączenia armii króla Karola II i cesarza Lotara I, które niedaleko Les Andelys otoczyły wojów Gotfrida. W osadzie tej spędzili także Święta Bożego Narodzenia. Ostatecznie impas przełamał Karol II Łysy z powodu niechęci swoich wojów do walki. Zawarł on umowę z Gotfridem, a jego ludzie pozostawali tam aż do marca 853 roku, gdzie prowadzili grabież i chwytali niewolników. Następny roku wikingowie zaatakowali wpłynęli do Loary, jednak Roczniki milczą na temat jego uczestnictwa w tym wydarzeniu.
W 855 roku Godfrid był ostatni raz wspominany przez Roczniki frankijskie, kiedy to wraz z Rurykiem Jutlandzkim starał się zająć tron Danii. Mimo sprzyjających warunków (trwała tam wojna domowa, w której śmierć poniósł król Eryk I Stary), nie dał rady przejąć władzy. Powracając zajęli handlowe miasto Dorestat i znaczną część ówczesnej Fryzji, którą po ich wyjeździe, zajął cesarz Lotar oddając ją swemu synowi, Lotarowi II. Później źródła milczą na temat jego działalności, prawdopodobnie zmarł niedługo po tym wydarzeniu.